# شیگرو اوبوکاتا
شیگرو اوبوکاتا (انگلیسی: Shigeru Ubukata؛ زادهٔ ۱۵ نوامبر ۱۹۷۸) بازیکن فوتبال اهل ژاپن است.
از باشگاه‌هایی که در آن بازی کرده‌است می‌توان به باشگاه فوتبال آلبیرکس نیگاتا اشاره کرد.